# Pinkus Zajdler
Pinkus Zajdler (ur. 1778 w Przedborzu, zm. 1851 w Łodzi) – pierwszy nieoficjalny aptekarz w Łodzi, pierwszy przewodniczący gminy żydowskiej w Łodzi, współzałożyciel Chewra Kadisza.